# Leucodecton elachistoteron
Leucodecton elachistoteron är en lavart som först beskrevs av William Allport Leighton och fick sitt nu gällande namn av Frisch 2006. 
Leucodecton elachistoteron ingår i släktet Leucodecton och familjen Thelotremataceae.   Inga underarter finns listade i Catalogue of Life.